# Рахматуллин, Суньят Абдулович
Сунья́т Абду́лович (Абдулла́евич) Рахмату́ллин (12 ноября 1934, Ходжейли, Каракалпакская АССР, Узбекская ССР, СССР — 8 ноября 2008, Обнинск, Калужская область, Россия) — советский тренер по водным лыжам, инженер.

## Биография
Суньят Рахматуллин родился 12 ноября 1934 года в городе Ходжейли Каракалпакской АССР в татарской семье. Был средним из трёх детей и единственным сыном. Был назван отцом в честь Сунь Ятсена. После того как перед войной был заочно репрессирован отец, который скрылся от ареста, мать с тремя малолетними детьми, чтобы избежать уже собственного ареста как ЧСИР, постоянно переезжала с места на место по Средней Азии. Когда началась война, отец сам явился в военкомат, был отправлен в штрафбат и пропал без вести (погиб) под Сталинградом. Собрав документы, в 1950 году мать добилась реабилитации мужа. Это дало возможность всем детям получить высшее образование в московских вузах. Суньят Рахматуллин окончил школу в г. Нукусе с серебряной медалью и поступил в Московский инженерно-физический институт (МИФИ), который окончил в 1958 году.
Студентом МИФИ приезжал в Обнинск на практику. После окончания института в 1958 году был направлен на работу в Физико-энергетический институт в Обнинске. В 1959 году работал сменным инженером на реакторной установке специального назначения. Позже был переведён в теплофизическое отделение, в научную лабораторию по исследованию технической надежности тепловыделяющих сборок водоохлаждающих реакторов применительно к АЭС и транспортным ЯЭУ (ядерно-энергетическим установкам) специального назначения. Последовательно занимал должности инженера и старшего инженера.
Создал в Обнинске на реке Протве воднолыжную секцию Физико-энергетического института и был её бессменным руководителем и общественным тренером. Воспитанники секции выступали в соревнованиях по всему СССР. Во время перестройки секция прекратила существование из-за отсутствия финансирования и протеста местных экологов.
Выйдя в 1990 году на пенсию, вскоре прекратил занятия в воднолыжной секции. Занимался садоводством и воспитывал внука.
31 октября 2008 года при пожаре в своей квартире получил ожоги дыхательных путей, 8 ноября умер в реанимации.

### Семья
Отец — Абдулла Камалеевич (Джамалеевич) Рахматуллин (1903—1942), советский государственный деятель в Каракалпакии. Был секретарем ЦИК Каракалпакской АССР, членом президиума ЦИК К-АССР, занимал другие государственные должности.  Подвергся репрессии по доносу в конце тридцатых, но скрылся и несколько лет работал в экспедиции Академии наук СССР на знаменитом острове Барсакельмес в Аральском море (именно этот остров является местом действия в повести "Сорок первый" Бориса Лавренева, а также с ним связано множество легенд о паранормальных явлениях). С началом Великой Отечественной войны на территории СССР добровольно явился в военкомат и был направлен в 1045-й полк 284-й стрелковой дивизии, созданной специально для обороны Сталинграда. Полк оборонял подходы к Волге под Мамаевым курганом, стоял в соседних окопах от 1047-го полка той же дивизии, где воевал Виктор Некрасов, написавший позднее книгу "В окопах Сталинграда". Пропал без вести (погиб) во время Сталинградской битвы.
Мать — Клара (Камария) Рахмановна Рахматуллина, (урождённая Гиляудинова, 1906—1982), переводчик с восточных языков, преподаватель русского языка и литературы. Была шестым ребёнком и единственной дочерью своих родителей. Все пятеро старших братьев, воевавших в дивизии Василия Чапаева, погибли в последнем ночном бою 5 сентября 1919 года вместе с ним. Отца потеряла в раннем возрасте, мать умерла от разрыва сердца в момент получения известия о гибели сыновей. В 13 лет Камария осталась сиротой и была отдана в детский дом под Оренбургом, где в 16 лет сама стала воспитателем. Поменяла своё имя на Клара, вероятно, в честь Клары Цеткин. В 1922 году была одним из синхронных переводчиков на Съезде учителей Востока. После многолетних скитаний с тремя детьми по Средней Азии во избежание ареста как ЧСИР (член семьи изменника Родины), добилась в 1950 году посмертной реабилитации мужа и осела в городе Нукусе в Каракалпакии, где работала заведующей учебной частью школы № 1. После рождения в 1963 году у сына Суньята внучки Татьяны переехала в Обнинск для её воспитания.
Старшая сестра — Маргарита (Генриетта) Рахматуллина. Окончила школу с золотой медалью, поступила в 1-й Московский медицинский институт и после его окончания была распределена в Ухту, где проработала медиком до выхода на пенсию.
Младшая сестра — Неля Рахматуллина. Не сумев поступить, вопреки воле матери, в первый год после окончания школы в московский вуз, завербовалась на работу в Братск. Через год поступила в Московский энергетический институт и окончила его. В настоящее время[какое?] живёт рядом с деревней Богучарово под Тулой.
Жена — Тамара Васильевна Долгина (1937—2000), директор последовательно трёх обнинских библиотек: № 3 на улице Курчатова, Библиотеки-филиала № 1 («Стекляшки»), Центральной библиотеки. Первый директор Централизованной библиотечной системы города Обнинска. Последнее место работы — начальник «Союзпечати» Обнинска.
Сын — Олег Рахматуллин (1967-2019). Выпускник обнинской школы № 11. Окончил факультет кибернетики Обнинского института атомной энергетики, инженер.
Дочь — Татьяна Рахматуллина (р. 1963), советская и российская журналистка. Окончила обнинскую школу № 4, филологический факультет Калининского государственного университета. Одна из основателей и в последние годы главный редактор обнинской газеты «Час пик».
Внук — Филипп, журналист, выпускник филологического факультета Калужского государственного университета имени К. Э. Циолковского.

## Известные ученики
- Павел Гаврилов (р. 1954) — советский воднолыжник, двукратный чемпион СССР (1976, 1979).